# Watersnoodhuis Stavenisse

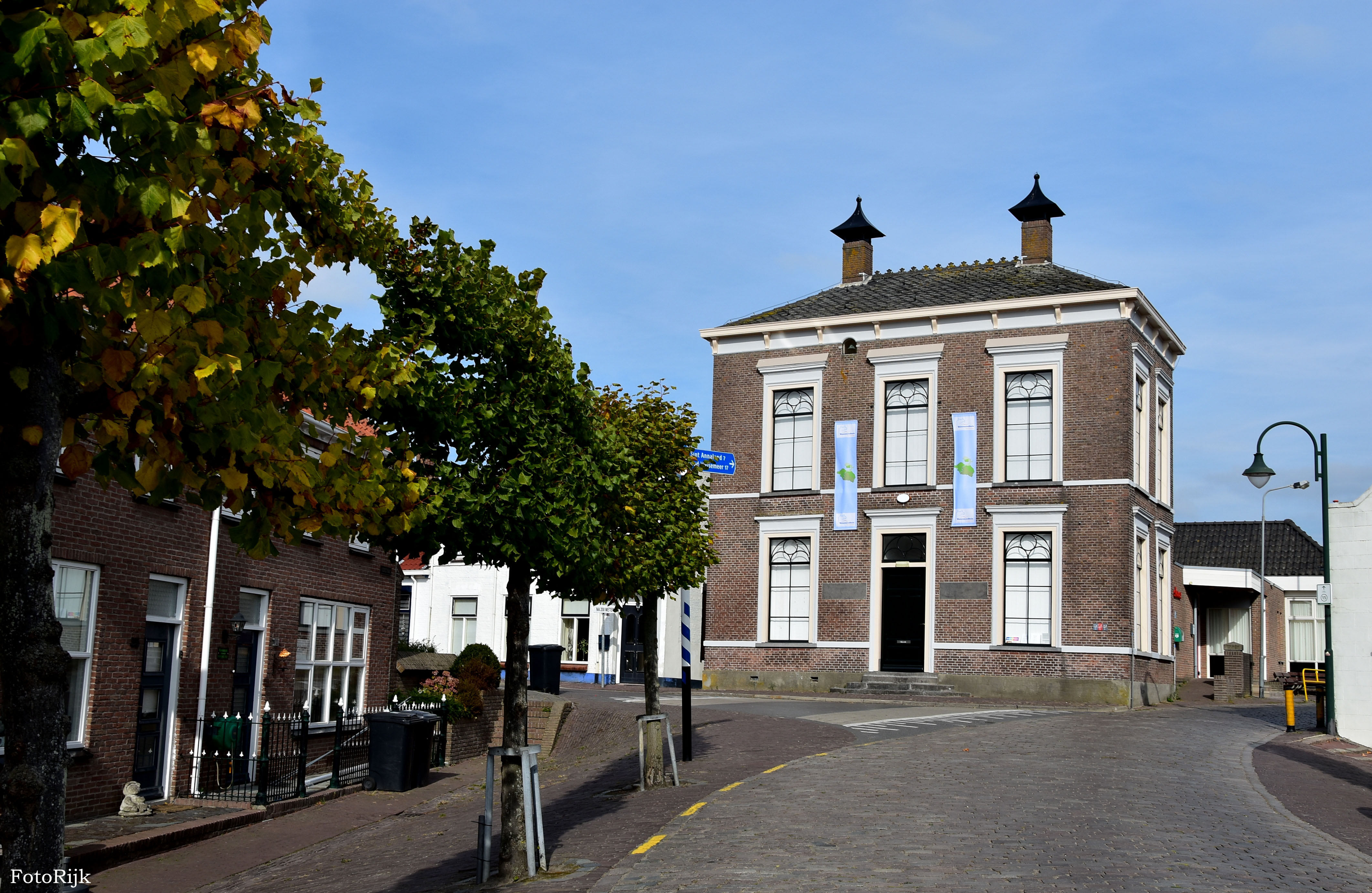
Watersnoodhuis Stavenisse

Het Watersnoodhuis Stavenisse is een informatiecentrum te Stavenisse over de watersnood van 1953 op de Zeeuwse eilanden Tholen en Sint Philipsland. Deze ramp kostte alleen al daar 177 mensen het leven nadat bij zware storm en springvloed de dijken braken en de polders door een metershoge golf van water werden overstroomd.
Het informatiecentrum is sinds 2015 gevestigd in gebouw 'De Stove', het voormalig raadhuis van Stavenisse. Dat is een pand uit 1860 gebouwd in neoclassicistische stijl naar het ontwerp van J.K. Labrijn. Het is tot 1956 als raadhuis in functie geweest en is sinds 1974 een rijksmonument. 

## Fotogalerij

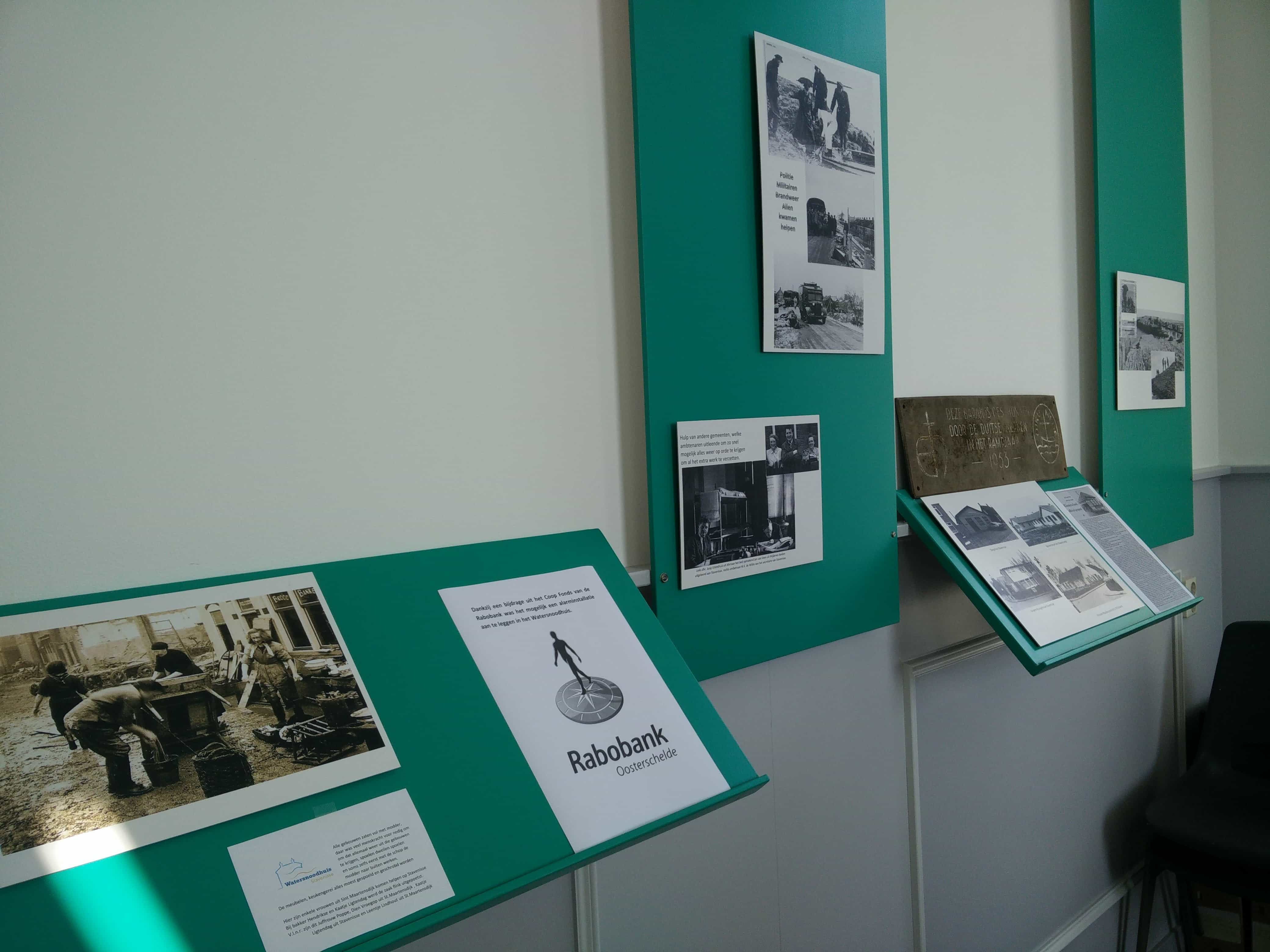
Informatiecentrum (foto 2016)
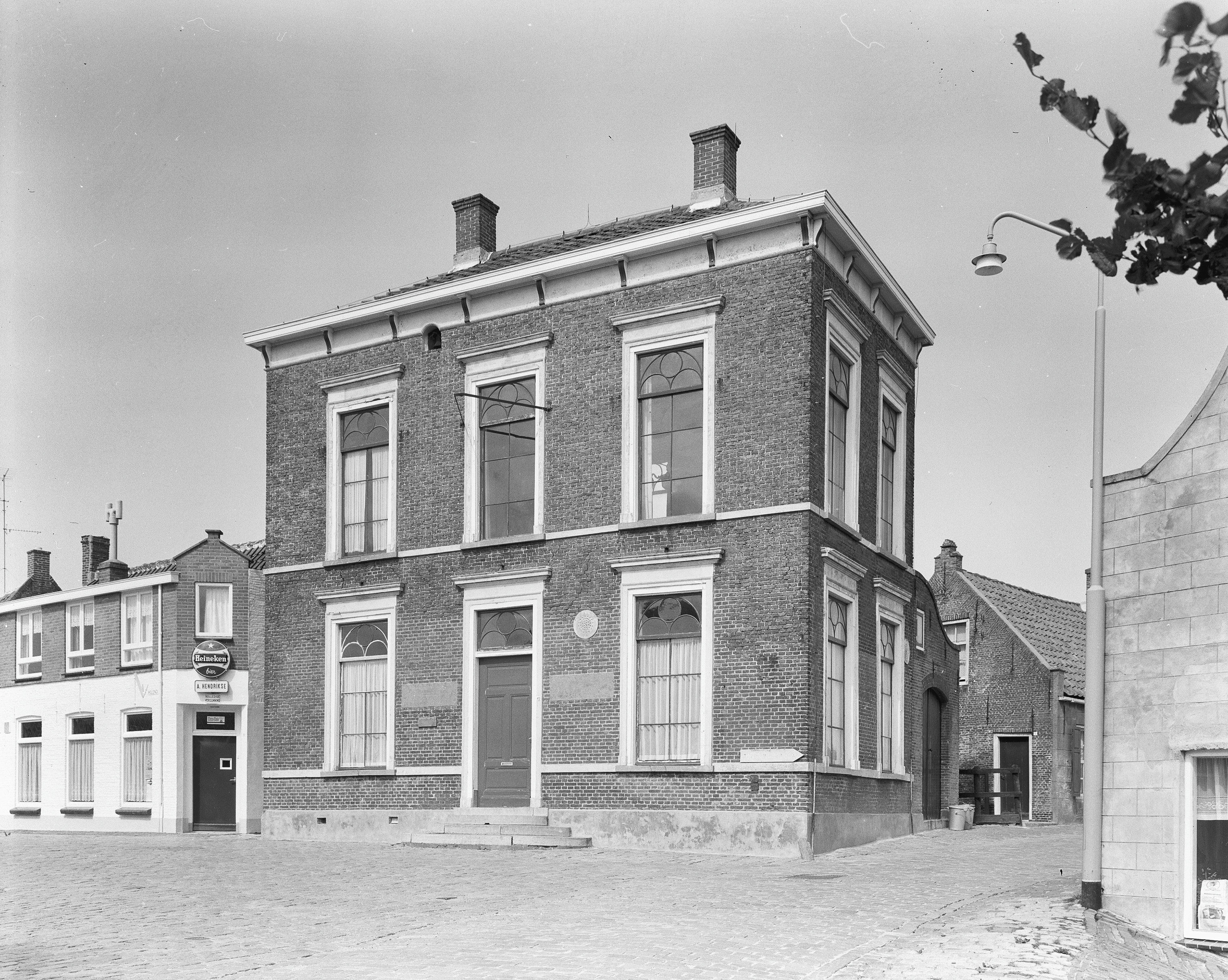
Gebouw 'De Stove' in 1966